# Iglesia de la Asunción (Arens de Lledó)
La iglesia de la Asunción de Arens de Lledó (Provincia de Teruel, España) es una sencilla construcción del siglo XIV perteneciente a un grupo de edificios erigidos en el Bajo Aragón siguiendo la austera y funcional corriente gótico-levantina. 
Consta de amplia nave única con varias capillas laterales, ampliadas las del lado del Evangelio en el siglo XVII, y cabecera recta flanqueada por dos capillas rectangulares. La nave se cubre con bóveda de cañón apuntado mientras que la cabecera lo hace con bóveda de crucería sencilla. El interior destaca por su sobriedad, acentuada por el uso en la fábrica de sillar bien escuadrado, en la actualidad a cara vista. 
Exteriormente destacan el óculo de la cabecera y la ventana apuntada con tracería del hastial de los pies, como únicos vanos de iluminación. Asimismo presenta una portada en arco apuntado enmarcada por cinco arquivoltas abocinadas y flanqueada, a la izquierda, por un torreoncillo octogonal que envuelve la caja de escaleras que da acceso al coro alto y a la derecha por una elevada espadaña. 